# 天之少女
《天之少女》（天ノ少女）是由Innocent Grey于2020年12月25日发售的PC用18禁冒险游戏。本作是继《壳之少女》、《虚之少女》之后壳之少女系列的最终章。
故事和系统延续了前两作，部分登场人物也从《恋狱月狂病》（2005年）中延续下来。
和前作一样，体验版是正篇的前传。不过与前作不同的是，这次的前传被包含在正篇的第二周目之后。另外，本作相比前作减少了色情场面的数量，并且没有回想模式。
包装版和原声大碟中附带的短篇小说和音频剧包含了正篇的后传。此外，从发售日前后直到2021年11月，每月官方网站上都会发布音频剧内容。还有一个特点是，游戏中音量设置页面的语音样本内容在通关后会发生变化。

## 发售经过
本作的标题公布是在2015年12月，Innocent Grey 10周年纪念演唱会‘神曲’（于东京都中野区なかのZERO）中公布的。
关于发售日期，最初告知不会像从‘壳’到‘虚’那样需要五年的时间。但最终从‘虚’到本作耗时7年，从‘壳’到本作则耗时12年，在2020年秋季公布了发售日和官方网站，并于同年12月发售。
期间，曾有过由于声优的引退或繁忙导致的角色变更，前作的重制版发售，同公司的‘FLOWERS’系列展开，两次画展（于新宿区大京町艺术综合中心）等活动。

## 故事
前半部分以前作真结局后的昭和33年为背景，后半部分则以昭和39年的东京为舞台，描绘了新的案件以及前作未解案件的结局。

## 登场人物
本作中新增的登场人物，从前作回归的角色，以及未在官方网站公开的人物。

## 反响

### 销量
在Getchu.com的2020年销量排名中获得第46位。

### 人气投票
在Getchu.com的月度投票“这个游戏值得一玩！”中，2020年12月发售的游戏中排名第六。
在萌えゲーアワード2020的年度排名中位列第26，并获得剧本奖金奖。

## 相关商品
- 《天之少女 原声大碟 Caelum》（Innocent Grey，2021年1月29日发售） GUN-93、JAN 4560215590933
  - 收录了由霜月はるか、铃汤、aya Sueki演唱的主题曲。包装版附带短篇小说。